# Kościół Najświętszej Maryi Panny Częstochowskiej w Klukowie
Kościół pw. Najświętszej Maryi Panny Częstochowskiej w Klukowie – rzymskokatolicki kościół parafialny należący do dekanatu Szepietowo diecezji łomżyńskiej.

## Historia
Prace związane z budową kościoła zostały rozpoczęte w dniu 1 września 1996 roku. Proboszczem parafii w tym czasie był ksiądz Ryszard Niwiński. W dniu 20 września były już ukończone fundamenty pod nową świątynię. Następną czynnością związana z budową była zbiórka drewna budowlanego. Była ona prowadzona przy współpracy z innymi parafiami. W latach 1997–1998 wybudowano dwie wieże, obłożono ściany klinkierem, wykończono je granitem. 
W 1999 roku świątynia została pokryta blachą dachówkową, natomiast wieże - blachą miedzianą. Przez kolejne miesiące były prowadzone prace wewnątrz kościoła: została położona posadzka granitowo-marmurowa, została wykonana stolarka z dębu parafialnego, chodniki. 
W dniu 26 sierpnia 2002 roku, w uroczystość Matki Bożej Częstochowskiej świątynia została konsekrowana przez biskupa łomżyńskiego Stanisława Stefanka.